# Le Puiset (Adelsgeschlecht)
Le Puiset war eine Familie des nordfranzösischen Adels.

## Geschichte
Sie hatten ab 1010 die Vizegrafschaft Chartres inne, zeitweise auch die Grafschaft Breteuil. Ihren Namen tragen sie nach der Herrschaft Le Puiset im Département Eure-et-Loir, etwa auf halber Strecke zwischen Chartres und Orléans gelegen. Als Kastellane (châtelains) der königlichen Burg hatten sie eine derart wichtige Stellung inne, dass sie faktisch die gesamte Beauce beherrschten und sich dabei mit dem Bischof von Chartres und sogar mit ihren eigenen Herren, den Kapetingern, auseinandersetzten. Die Hauptlinie, die im Besitz von Breteuil war, starb 1226 aus. Die Nebenlinie mit der Burgherrschaft Le Puiset und der Vizegrafschaft Chartres, fand ihr Ende 1226 auf dem Kreuzzug von Damiette.

## Stammliste (Auszug)

### Die Vizegrafen von Chartres und Grafen von Breteuil
1. Gilduin (Hilduin), † wohl 1060, 1019 Vicomte de Chartres, 1048 Comte de Breteuil, Onkel von Avesgaud (de Bellême), Bischof von Le Mans (siehe Haus Bellême)
  1. Harduin, 1036/60 Vicomte de Chartres
  2. Galeran, † 1063, Vicomte de Vexin oder Vicomte de Meulan
  3. Ebrard I, † 1061/66, 1048 Comte de Breteuil, 1061 Vicomte de Chartres
    1. Ebrard II., † nach 1105, Comte de Breteuil bis 1073
    2. Valeran I., † nach 1084, Sire de Breteuil, Coseigneur de Creil
      1. Valeran II., Sire de Breteuil 1119/24
        1. Evrard III., X 1148 auf dem zweiten Kreuzzug[1] Comte de Breteuil
          1. Valeran III., † wohl 1162, Sire de Breteuil; ⚭ I Holdeburge; ⚭ II nach 1160 Adele de Dreux, † vor 1210, Tochter von Robert I. von Frankreich, Graf von Dreux und Le Perche (Haus Frankreich-Dreux)
            1. (I) Alice, † nach 1195/97, Dame de Breteuil; ⚭ 1153/55 Raoul Graf von Clermont-en-Beauvaisis, 1163 seigneur de Breteuil, Connétable von Frankreich, X 1191 bei der Belagerung von Akkon (1189–1191) (Haus Clermont)
            2. (I) Mathilde, † 1208; ⚭ Simon I. de Clermont-en-Beauvaisis (Haus Clermont)
            3. (II) Amicie, † 1226, Dame de Catheux, 1218 Dame de Breteuil

          2. Hugues, seigneur de Crèvecœur, 1179 châtelain de Breteuil
          3. Engelraud – Nachkommen: die châtelains de Breteuil

      2. Gautier, Führer des Ersten Kreuzzugs

    3. Hugues I. Blavons, † 1094, 1067 châtelain du Puiset, 1073 Vicomte de Chartres; ⚭ Alix de Montlhéry, † nach 1097, Tochter von Gui I. Sire de Montlhéry (Haus Montlhéry) – Nachkommen siehe unten
    4. Adelaide; ⚭ nach 1082 Roger II. de Montgommery, Baron de Bellême, † 1094/95 (Haus Montgommery)

  4. Hugues, † 1051, 1032/49 Bischof von Langres
  5. Adele, † 1051; ⚭ Raoul II., Graf von Amiens, Graf von Valois und Graf von Crépy, † 1060 (Erstes Haus Valois)

### Die Vizegrafen von Chartres und Herren von Le Puiset
1. Hugues I. Blavons, † 1094, 1067 châtelain du Puiset, 1073 Vicomte de Chartres; ⚭ Alix de Montlhéry, † nach 1097, Tochter von Gui I. Sire de Montlhéry (Haus Montlhéry) – Vorfahren siehe oben
  1. Ebrard III., X wohl 1099, seigneur du Puiset, Vicomte de Chartres; ⚭ Adélaide de Corbeil, † nach 1126, Erbtochter von Bouchard III., Graf von Corbeil (Rolloniden)
    1. Hugues III., † 1132, 1106 seigneur du Puiset, Vicomte de Chartres, Comte de Corbeil; ⚭ Agnes de Blois, Tochter von Etienne (Henri), Graf von Blois, Graf von Chartres etc. und Ada von England, somit Schwester von Stephan, König von England (Haus Blois)
      1. Ebrard IV., seigneur du Puiset, Vicomte de Chartres
        1. Hugues IV., † 1189, seigneur du Puiset, Vicomte de Chartres, Graf von Bar-sur-Seine; ⚭ Petronilla, Gräfin von Bar-sur-Seine, Tochter von Graf Milon III. (Haus Brienne)
          1. Milon IV., † 1219 vor Damiette, 1189 Graf von Bar-sur-Seine, 1190 seigneur du Puiset und Vicomte de Chartres; ⚭ Hélissende de Joigny, Tochter von Renaud IV. Graf von Joigny (Haus Joigny)
            1. Gaucher du Puiset, X 1219 vor Damiette; ⚭ Elisabeth de Courtenay, Tochter von Pierre II. de Courtenay, Markgraf von Namur, Kaiser von Konstantinopel (Haus Frankreich-Courtenay)

          2. Helvis, Dame de Balnois; ⚭ I NN; ⚭ II Guy de Sennecey
            1. (I) Laure, verkauft 1220 ihren Anteil an der Grafschaft Bar-sur-Seine dem Grafen der Champagne; ⚭ Pons II., Sire de Cuiseaux et de Clairvaux

          3. Marguerite; ⚭ I Simon de Bricon, seigneur de Rochefort, † 1219 vor Damiette; ⚭ II Eudes d’Apremont-sur-Saône – ihre Kinder aus erster Ehe erben die Châtellenie du Puiset und die Vizegrafschaft Chartres sowie einen Anteil an der Grafschaft Bar-sur-Seine, den sie 1220 ebenfalls dem Grafen der Champagnes verkaufen

      2. Hugues, † 1195, 1153/95 Bischof von Durham, 1189/93 Earl of Northumbria
        1. Henri (unehelich, Mutter: Adelize de Percy, Tochter von William II de Percy, Ehefrau von Richard de Moreville), † 1209/11
        2. Hugues (unehelich, Mutter; Adelize de Percy), 1179/80 Kanzler von Frankreich

  2. Hugues II., † wohl 1112, 1096/1106 seigneur du Puiset, Vicomte de Chartres, 1. Graf von Jaffa
    1. Hugues II., † nach 1134, 1120 Graf von Jaffa; ⚭ Emma (de Chocques), Frau von Jericho, Nichte von Arnulf von Chocques, Lateinischer Patriarch von Jerusalem

  3. Gui, seigneur de Méréville – Nachkommen † Mitte des 15. Jahrhunderts

## Einzelnachweis
1. ↑  Brief König Ludwigs VII. von Frankreich an den Abt Suger von Saint-Denis vom März/April 1148, hrsg. von J.-J. Brial und L. Delisle in: Recueil des Historiens des Gaules et de la France 15 (1878), S. 495–496.